# Bartomeu Terrades i Brutau

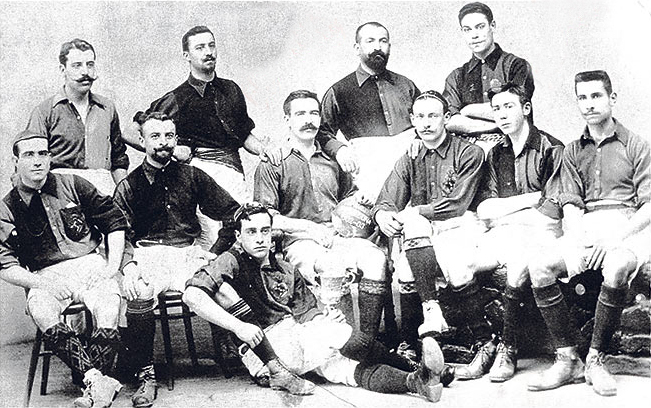
El Barça de 1903, campió de la Copa Barcelona. Dempeus: Llobet, Terradas, Reig i Vidal. Asseguts: Lluís d'Ossó, Steinberg, Meyer, Witty, Gamper, Harris i Lassaleta.

Bartomeu Terrades i Brutau, també esmentat Bartomeu Terradas, (Barcelona, 1874 - 1948), fou jugador, tresorer i el segon president del Futbol Club Barcelona.
Fou un dels homes importants en els primers anys de vida del club. Fou un dels membres que assistí a la reunió fundacional del club celebrada al gimnàs David Solé el 29 de novembre de 1899.
Quan Walter Wild abandonà la presidència de l'entitat el 1901 esdevingué segon president. Fou el primer president català del club el dia 25 d'abril. Durant el seu govern contribuí a la creació de l'Associació Catalana de Futbol, creà la primera comissió esportiva del club i formà el segon i tercer equip. Quan el club abandonà el camp de l'hotel Casanovas comprà un terreny a la carretera d'Horta com a camp per jugar els partits. Pel que fa al palmarès, durant aquests anys el club guanyà la Copa Macaya el 1902, primer campionat oficial de la història i s'arribà a la final del Campionat d'Espanya que es perdé enfront del Club Bizcaya per 2 a 1 aquest mateix any. Per raons professionals abandonà la presidència el 5 de setembre de 1902 després de 507 dies al capdavant de l'entitat. El 1903 fou escollit vocal i un any més tard vicepresident.
Havia jugat a futbol a Vevey i Lilla. La seva etapa de jugador començà amb el primer partit de l'entitat que enfrontà el Barcelona a la colònia anglesa resident a Barcelona el 8 de desembre de 1899 i que guanyaren els anglesos per 1 a 0, i es perllongà fins al 1903 amb un total de 31 partits disputats.
Més enllà de la seva vinculació al món del futbol, va impulsar la construcció de la Casa Terradas (més coneguda pel nom de Casa de les Punxes) per a les seves germanes, un edifici modernista de l'Eixample de Barcelona.